# Gerhard Kreyenberg
Gerhard Kreyenberg (* 30. Juni 1899 in Hamburg; † 15. Oktober 1996 ebenda) war ein deutscher Psychiater und zur Zeit des Nationalsozialismus stellvertretender Direktor der Alsterdorfer Anstalten.

## Leben
Der Rektorensohn Kreyenberg besuchte das Hamburger Johanneum und schloss seine Schullaufbahn 1917 mit dem Notabitur ab. Anschließend nahm er noch als Soldat am Ersten Weltkrieg teil und wurde im Dezember 1919 aus der Armee entlassen. Danach absolvierte er ein Studium der Medizin an den Universitäten Tübingen, München und Hamburg, das er 1923 mit dem ersten Staatsexamen abschloss. Sein Medizinalpraktikum absolvierte er am Allgemeinen Krankenhaus Eppendorf und erhielt Ende 1924 seine Approbation. Mit der Dissertation Körperkonstitution und manisch-depressives Irresein promovierte er im Januar 1925 in Hamburg bei Wilhelm Weygandt zum Dr. med.
Ab Februar 1925 war er als niedergelassener Landarzt bei Osnabrück tätig und war ab Oktober 1926 als Assistenzarzt bei den Anstalten Bethel. Anfang Januar 1928 wechselte er als Assistenzarzt zu den Alsterdorfer Anstalten und wurde dort im April 1931 leitender Oberarzt. Ab 1936 gehörte er dem Vorstand der Alsterdorfer Anstalten an und war von 1938 bis 1945 Stellvertreter des dortigen Direktors Friedrich Lensch.
Im Zuge der Machtübergabe an die Nationalsozialisten trat er zum 1. Mai 1933 der NSDAP (Mitgliedsnummer 3.033.735) und im selben Jahr der SA bei und stieg bei der SA zum Sanitäts-Sturmführer auf. Ab 1933 war Kreyenberg, verheiratet und Vater von sieben Kindern, Landesleiter beim Reichsbund der Kinderreichen. Kreyenberg wurde 1934 Gaustellenleiter des Rassenpolitischen Amts der NSDAP. Beim Hamburger Erbgesundheitsgericht war er zunächst Gutachter, dann Obergutachter und ab 1935 Beisitzer. In dieser Funktion betrieb er Zwangssterilisationen von sogenannten Schwachsinnigen nach dem Gesetz zur Verhütung erbkranken Nachwuchses, auch in den Alsterdorfer Anstalten. Kreyenberg übernahm 1944 den Vorsitz des Verbandes der freien, gemeinnützigen Kranken- und Pflegeanstalten in Hamburg.
Kreyenberg führte zur Behandlung geistig Behinderter neue Therapieansätze ein, wie „Röntgentiefbestrahlungen, Insulin- und Cardiazol-Schockbehandlungen, Dauerbäder, Schlaf- und Fieberkuren“. In diesem Zusammenhang war er Autor mehrerer Schriften. Zudem wertete er Sippentafeln aus, um die angebliche Erblichkeit von Schwachsinn zu belegen.
Im Zuge der nationalsozialistischen Euthanasiemaßnahmen autorisierte Kreyenberg während des Zweiten Weltkrieges  durch seine Unterschriften auf Meldebögen Verlegungen von Insassen der Alsterdorfer Anstalten in andere Einrichtungen, wo diese größtenteils durch Verhungern oder das Verabreichen von Medikamentencocktails starben.
Nach der Befreiung vom Nationalsozialismus schied Kreyenberg nach einem durch die britische Militäradministration auferlegten Beschäftigungsverbot im August 1945 aus seinem Dienstverhältnis bei den Alsterdorfer Anstalten aus und gab seinen dortigen Vorstandsposten auf. Nach seiner Entnazifizierung, in der sein Berufsverbot bestätigt wurde, erstritt er 1948 mittels beigebrachter entlastender Zeugenaussagen erfolgreich seine Wiederzulassung als Arzt.
Ab 1952 führte er eine Arztpraxis in Hamburg-Alsterdorf und war bis 1966 Belegarzt bei den Alsterdorfer Anstalten. Zudem war er als Gutachter bei Gerichtsverfahren mit dem Verhandlungsgegenstand Zwangssterilisationen tätig. Ein Ermittlungsverfahren wegen Beihilfe zum Mord im Rahmen der NS-Euthanasie gegen Kreyenberg wurde 1970 durch die Staatsanwaltschaft Hamburg eingestellt.
Kreyenberg war langjähriger Vorsitzender des Vereins Hamburger Kinderheim Köhlbrand in Ording e.V. mit Sitz in Hamburg. Der Verein führte das Kinderheim in St. Peter-Ording.
Kreyenberg war auch ein "Förderer der Kleingraphik", ließ sich von z. T. namhaften Künstlern Exlibris, Weihnachts- und Neujahrsgrüße anfertigen und sammelte Exlibris von Ärzten.